# Cattolica Eraclea
Cattolica Eraclea ist eine Stadt im Freien Gemeindekonsortium Agrigent in der Region Sizilien in Italien mit 3273 Einwohnern (Stand 31. Dezember 2023).

## Lage und Daten
Cattolica Eraclea liegt 37 km nordwestlich von Agrigent. Haupterwerbszweig ist die Landwirtschaft. Weitere Arbeitsplätze gibt es bei der Steinsalzgewinnung.
Die Nachbargemeinden sind Agrigent, Cianciana, Montallegro, Ribera und  Sant’Angelo Muxaro.
Nachdem der Bahnverkehr nach Cattolica Eraclea 1978 eingestellt wurde, ist der Ort heute nur noch auf der Straße zu erreichen.

## Geschichte
Auf dem Ortsgebiet der heutigen Gemeinde entstand die Stadt Herakleia Minoa. Der heutige Ort wurde 1610 als Cattolica gegründet. 1874 wurde dem Namen des Ortes der Zusatz Eraclea angehängt. Der Namenszusatz erinnert an die antike Stadt Eraclea Mineo oder heute Heraclea Minoa.

## Sehenswürdigkeiten

### In Cattolica Eraclea
- Pfarrkirche aus dem 18. Jahrhundert, geweiht dem Heiligen Geist
- Stadtpalast und Fürstenpalast an der Piazza Umberto

### Außerhalb Cattolica Eraclea
- Ausgrabungen der antiken Stadt Herakleia Minoa